# Életke
Az Életke női név újabb névadás az élet szóból.

## Gyakorisága
Az 1990-es években szórványos név, a 2000-es években nem szerepel a 100 leggyakoribb női név között.

## Névnapok
- november 4.[2]